# كاتيا شاينبيرج
كاتيا شاينبرج هي عالمة رياضيات تطبيقية روسية-أمريكية معروفة بأبحاثها في الاستمثال المستمر وخاصة في الاستمثال الخالي من المشتقات. تعمل في جامعة كورنيل وهي أستاذة في كلية بحوث العمليات وهندسة المعلومات.

## التعليم والمسار المهني
ولدت كاتيا شاينبرج في موسكو.  أكملت درجتي البكالوريوس والماجستير في الرياضيات الحاسوبية وعلم التحكم الآلي من جامعة موسكو الحكومية في عام 1992، وحصلت على درجة الدكتوراه في بحوث العمليات من جامعة كولومبيا عام 1997، وأشرف علي أطروحتها دونالد غولدفارب. 
عملت كاتيا في شركة آي. بي. إم لللأبحاث في مركز أبحاث توماس جون واتسون من عام 1997 حتى عام 2009. بعد العمل كعالمة أبحاث في جامعة كولومبيا وكعضو هيئة تدريس مساعد في جامعة نيويورك، انضمت إلى هيئة التدريس في لايج في عام 2010. وفي يوليو من عام 2019 انتقلت إلى جامعة كورنيل للانضمام إلى هيئة التدريس في كلية بحوث العمليات وهندسة المعلومات.
شغلت منصب رئيس تحرير سلسلة كتب SIAM-MOS حول الاستمثال منذ عام 2014، وكانت محررة في Optima (النشرة الإخبارية لمجتمع البرمجة الرياضية)، من 2011 إلى 2013. وهي جزء من برنامج الباحث الزائر لأبحاث جوجل.

## البحث العلمي
تعمل كاتيا على التقاء الاستمثال والتعلم الآلي، ولا سيما على شعاع الدعم الآلي.  وقامت بالإشتراك مع كلاً من أندرو ر. كون ولويس فيسنت بتأليف كتاب Introduction to Derivative Free Optimization (SIAM Press, 2008)

## التكريم
أصبحت كاتيا أستاذًا في جامعة لايج في عام 2014. وفي عام 2015، فازت مع كون ولويس فيسنت بجائزة لاجرانج في الاستمثال المستمر لجمعية الاستمثال الرياضي وجمعية الرياضيات الصناعية والتطبيقية عن كتابهم.
في عام 2019، حصلت البروفيسورة كاتيا شاينبيرج حصل على جائزة فاركاس من قبل جمعية الاستمثال في معهد بحوث العمليات وعلوم الإدارة. وتُمنح هذه الجائزة إلى «الباحثة في منتصف المسارالمهني لمساهماتها البارزة في مجال الاستمثال».

## وصلات خارجية
- منشورات جوجل https://scholar.google.com/citations?user=zbqRbOkAAAAJ
- https://www.nsf.gov/awardsearch/advancedSearchResult?PIId=&PIFirstName=katya&PILastName=scheinberg&IncludeCoPI=true&BooleanElement=All&BooleanRef=All&ActiveAwards=true&ExpiredAwards=true
- https://www.youtube.com/watch?v=WyKN8CyFZNI
- https://www.youtube.com/watch?v=wh1iLia1QFQ
- https://www.youtube.com/watch?v=w63njS3vnb0
- https://www.youtube.com/watch?v=pDu5m0Pv6hE
- https://www.youtube.com/watch?v=PnoM35sj3pk